# Palaeomolis marxi
Palaeomolis marxi là một loài bướm đêm thuộc phân họ Arctiinae, họ Erebidae.